# بول ريمون
بول ريمون (بالإنجليزية: Paul Raymond)‏ هو عازف قيثارة وعازف بيانو وكاتب أغاني بريطاني، ولد في 16 أكتوبر 1945 في سانت ألبانز في المملكة المتحدة، وتوفي في 13 أبريل 2019 بسبب نوبة قلبية.

## وصلات خارجية
- الموقع الرسمي
- باول ريمون على موقع ميوزك برينز (الإنجليزية)
- باول ريمون على موقع ديسكوغز (الإنجليزية)